# Archiwum Polskiego Rocka
Archiwum Polskiego Rocka – portal muzyczny, zawierający dyskografie polskich zespołów rockowych. Internetowa baza danych polskich płyt rockowych 1960 - 2025.

## Historia
Autorem strony jest Daniel Wolak. W 1998 roku, realizując pracę dyplomową, Wolak postanowił uzupełnić niemieckie kompendium muzyki rockowej autorstwa Klausa-Dietera Tilcha „Popular Music Archive”. Projekt przerodził się w samodzielną stronę, która zaczęła funkcjonować 9 lipca 2000 roku.

## Książki
Baza danych Archiwum Polskiego Rocka została wydana trzykrotnie (stan na 2016) w formie książkowej: w roku 2005, 2008 oraz 2016. Edycja z 2016 roku zawiera 8500 płyt. Pozytywne recenzje tej publikacji wystawili tacy muzycy, jak Krzysztof Skiba, Grzegorz Markowski, Grzegorz Kupczyk czy Krzysztof Grabowski.
Ponadto w latach 2008–2010 Wolak wydał w formie książkowej katalogi cen używanych płyt, powstałe na podstawie obserwacji internetowych serwisów aukcyjnych.

## Nagrody
W 2014 roku Fundacja Sopockie Korzenie przyznała portalowi tytuł „Rockowy Portal Roku”.